# Pittosporum poueboense
Pittosporum poueboense är en tvåhjärtbladig växtart som beskrevs av André Guillaumin. Pittosporum poueboense ingår i släktet Pittosporum och familjen Pittosporaceae. Inga underarter finns listade.